# Труфінешть
Труфінешть, Труфінешті (рум. Trufinești) — село у повіті Олт в Румунії. Адміністративно підпорядковане місту Поткоава.
Село розташоване на відстані 115 км на захід від Бухареста, 22 км на схід від Слатіни, 68 км на схід від Крайови.

## Населення
За даними перепису населення 2002 року у селі проживала 241 особа, усі — румуни. Усі жителі села рідною мовою назвали румунську.